# Ваялусінг Тауншип (округ Бредфорд, Пенсільванія)
Ваялусінг Тауншип (англ. Wyalusing Township) — селище (англ. township) в США, в окрузі Бредфорд штату Пенсільванія. Населення — 1175 осіб (2020).

## Демографія
Згідно з переписом 2010 року, у селищі мешкали 1242 особи в 510 домогосподарствах у складі 362 родин. Було 586 помешкань
Расовий склад населення:
| - 97,8 % — білих - 0,5 % — чорних або афроамериканців - 0,5 % — азіатів - 0,1 % — корінних американців |

До двох чи більше рас належало 1,0 %. Частка іспаномовних становила 1,1 % від усіх жителів.
За віковим діапазоном населення розподілялося таким чином: 22,2 % — особи молодші 18 років, 58,2 % — особи у віці 18—64 років, 19,6 % — особи у віці 65 років та старші. Медіана віку мешканця становила 44,3 року. На 100 осіб жіночої статі у селищі припадало 93,5 чоловіків;  на 100 жінок у віці від 18 років та старших — 95,2 чоловіків також старших 18 років.
Середній дохід на одне домашнє господарство  становив 77 794 долари США (медіана — 67 969), а середній дохід на одну сім'ю — 86 917 доларів (медіана — 74 107). За межею бідності перебувало 5,5 % осіб, у тому числі 12,9 % дітей у віці до 18 років та 1,1 % осіб у віці 65 років та старших.
Цивільне працевлаштоване населення становило 558 осіб. Основні галузі зайнятості: виробництво — 28,9 %, освіта, охорона здоров'я та соціальна допомога — 14,5 %, будівництво — 10,6 %, роздрібна торгівля — 9,0 %.